# Związek Krywicki
Związek Krywicki (biał. Крывіцкі вязок) – białoruskie towarzystwo oświatowe działające w Petersburgu w latach 1868–1870. Jego założycielem i kierownikiem był Wojnisław Kazimierz Sawicz-Zabłocki. Miało na celu dokładne zbadanie języka białoruskiego (nazywanego wtedy także krywickim lub krewickim od Krywiczów), a także wydawanie prostych książek i podręczników dla „ciemnego ludu”. Zajmowało się również gromadzeniem materiałów na temat historii Białorusi. Zostało rozwiązane przez rosyjskie władze w ramach represji.

## Literatura
- Hienadź Kisialou, Tatiana Machnacz, Wojnisław Sawicz-Zabłocki: Беларускія пісьменнікі: Біябібліяграфічны слоўнік (Białoruscy pisarze. Słownik bibliograficzny). Adam Maldzis (red.). T. 5. Mińsk: Instytut Literatury im. J. Kupały Akademii Nauk Republiki Białorusi, 1995, s. 215–216. ISBN 5-85700-168-4.
- Крывіцкі вязок (Związek Krywicki). W: Беларуская энцыкляпэдыя (Encyklopedia białoruska). Hienadź Paszkou i inni (red.). T. 8. Mińsk: Encyklopedia białoruska im. Piatrusia Brouki, 1999, s. 496. ISBN 985-11-0144-3.
- Крывіцкі вязок (Związek Krywicki). W: Энцыкляпэдыя гісторыі Беларусі (Encyklopedia historii Białorusi). Hienadź Paszkou i inni (red.). T. 4. Mińsk: Encyklopedia białoruska im. Piatrusia Brouki, 1997, s. 269. ISBN 985-11-0041-2.
- Uładzimier Lachouski: Ад гоманаўцаў да гайсакоў. Чыннасць беларускіх маладзёвых арганізацый у 2-й палове XIX— I-й палове XX ст. (да 1939г.) (Od homanowców do hajsaków. Działalność białoruskich organizacji młodzieżowych w II połowie XIX i I połowie XX w. (do 1939 r.)). Anatol Sidarewicz (red.). Wyd. 2. Smoleńsk: Inbełkult, 2015, s. 19. ISBN 978-5-00076-019-2.